# فرد وود (لاعب اتحاد الرغبي)
فرد وود (بالإنجليزية: Fred Wood)‏ هو لاعب اتحاد الرغبي أسترالي، ولد في 21 يناير 1884 في ستافوردشاير في المملكة المتحدة، وتوفي في 15 يوليو 1924 في سيدني في أستراليا.

## روابط خارجية
- فرد وود عل موقع إسبنسكروم (الإنجليزية)
- فرد وود على موقع أوليمبيديا (الإنجليزية)